# Eleutherodactylus schwartzi
Espèce
Statut de conservation UICN

 EN B1ab(iii)+2ab(iii) : En danger
Eleutherodactylus schwartzi est une espèce d'amphibiens de la famille des Eleutherodactylidae.

## Répartition
Cette espèce est endémique des îles Vierges. Elle se rencontre de 730 à 1 370 m d'altitude sur Tortola, Guana, Great Dog Island et Virgin Gorda aux îles Vierges britanniques. Elle a disparu de Saint John aux îles Vierges des États-Unis.

## Description
La femelle holotype mesure 33,7 mm et les mâles mesurent de 16,1 à 23,1 mm.

## Étymologie
Cette espèce est nommée en l'honneur d'Albert Schwartz.

## Publication originale
- Thomas, 1966 : New species of Antillean Eleutherodactylus. Quarterly Journal of the Florida Academy of Science, vol. 28, no 4, p. 375-391 (texte intégral).